# Paya Tungel
Paya Tungel is een bestuurslaag in het regentschap Aceh Tengah van de provincie Atjeh, Indonesië. Paya Tungel telt 1273 inwoners (volkstelling 2010).